# Di-ethylsulfaat
Di-ethylsulfaat is de di-ethylester van zwavelzuur. Het is een olieachtige, kleurloze vloeistof die reageert in contact met water. Aan de lucht blootgesteld wordt ze bruin.

## Synthese
Industrieel gebeurt de bereiding van di-ethylsulfaat door de reactie van zwavelzuur met etheen:
{\displaystyle {\ce {H2SO4 + 2C2H4 -> SO4(C2H5)2}}}

## Toepassingen
Di-ethylsulfaat is een intermediair bij de synthese van andere stoffen, zoals kleurstoffen, geneesmiddelen en producten voor het verbeteren van textiel en papier. Di-ethylsulfaat wordt met name ingezet voor het synthetiseren van quaternaire verbindingen en als alkyleringsmiddel.

## Toxicologie en veiligheid
Di-ethylsulfaat is kankerverwekkend gebleken bij dierproeven en is het waarschijnlijk ook bij de mens. De stof kan ook erfelijke genetische afwijkingen veroorzaken.
Het is een corrosieve stof die bij huidcontact brandwonden kan veroorzaken. Bij inhalatie kan er longoedeem ontstaan.
Di-ethylsulfaat ontleedt bij verhitting, waarbij onder andere etheen en zwaveloxiden ontstaan. In water hydrolyseert het tot ethanol en zwavelzuur.